# Нерчинский Успенский монастырь
Нерчинский Успенский монастырь — бывший мужской монастырь Русской православной церкви в селе Калинино Забайкальского края, сущёствовавший на протяжении XVIII века, главный соборный храм которого был освящён в честь праздника Успения Пресвятой Богородицы.
Это самый древний православный монастырь (основанный более 300 лет назад) находившийся к востоку от озера Байкал — первый в Забайкалье, в местах широко распространённого буддизма, шаманизма и старообрядчества. В XVIII веке это также был самый дальний православный монастырь отстоящий от столицы России Санкт-Петербурга на расстоянии более 5 тысяч километров, и тогдашнего епархиального центра города Тобольска на расстоянии чуть более 3 тысяч километров (если считать по прямой линии).

## История
На месте, где был основал Нерчинский Успенский монастырь, первоначально в ноябре 1653 года казаками сотника Петра Бекетова был заложен Нерчинский острог. В 1658 году острог был перенесён на другое место — на остров между двумя рукавами реки Нерчи. На старом месте остались заимки, и затем, согласно Сибирской Киприановской летописи, на этом месте был основан Нерчинский Успенский монастырь. По другим данным, монастырь был основан в 1706 году по указу императора Петра I. В 1712 году при монастыре был выстроен каменный соборный монастырский храм в честь праздника Успения Пресвятой Богородицы. Образовавшееся затем возле этого монастыря селение получило название Монастырское. Но в 1773 году во времена екатерининской секуляризационной реформы монастырь был закрыт, а Успенский собор был превращён в приходской храм села Монастырского.

### Современное состояние
До 1920-х годов Успенский храм был действующим приходским храмом села Монастырского, но затем в 1920-е годы храм был закрыт. В 1923 году село, образовавшееся вокруг монастыря, было переименовано и сегодня называется Калинино — в память о посещении его председателем ВЦИК Михаилом Калининым. В этом селе осталась полуразрушенная церковь Успения Божией матери, которой более трёхсот лет, это самое старое каменное здание России к востоку от Байкала. С 2022 года ведётся реставрация Успенской церкви, планируется возрождение монастыря.

## Персоналии
В Нерчинском Успенском монастыре отбывали ссылку протопоп Аввакум, вице-президент Синода Георгий (Дашков), А. Радкевич.